# Пелым (посёлок городского типа)
Пелы́м — посёлок городского типа в Свердловской области, административный центр одноимённого муниципального округа.

## География
Посёлок расположен в Западной Сибири, в таёжной местности, на левом берегу реки Пелым, в 470 километрах на север—северо-восток от областного города Екатеринбурга (по автодороге — в 618 километрах) и в 93 километрах на восток—северо-восток от города Ивделя (по автодороге — в 98 километрах). Пелым является самым северным посёлком городского типа Свердловской области.
Через посёлок пролегает железнодорожная линия Ивдель — Приобье, здесь расположена станция Пелым. В 4-х километрах к северу от посёлка Пелыма проходит автодорога Серов — Ханты-Мансийск, от которой к посёлку ведёт подъездная дорога. В Пелыме есть представительство ПАО «Газпром».

## История
Посёлок Пелым был образован в 1962 году в связи с развитием лесной и деревообрабатывающей промышленности. Первыми улицами посёлка были Строителей и Пушкина. Наибольшее развитие Пелыма началось с 1966 года в связи со строительством газопроводов, проходящих по административной территории нынешнего муниципального образования, и строительством газокомпрессорных станций. В одном километре на север от посёлка проходит подземный газопровод Уренгой — Центр.
В начале 1980-х гг. получило развитие Пелымское линейно-производственное управление магистральных газопроводов (ЛПУ МГ). С 1972 по 1999 год построено 15 газокомпрессорных цехов, через которые транспортируется газ по территории России в страны Западной Европы.
В 1989 году Пелым получил статус рабочего посёлка (посёлка городского типа).
Муниципальное образование «посёлок Пелым» образовано 10 ноября 1996 года по результатам местного референдума.
Устав муниципального образования принят на заседании поселкового Совета 12 апреля 1996 года и зарегистрирован Управлением юстиции Свердловской области 5 июня 1996 года.
С 1 октября 2017 года согласно областному закону N 35-ОЗ статус Пелыма изменён с рабочего посёлка на посёлок городского типа (без уточнения вида).

## Образование
В Пелыме есть средне-образовательная школа № 1 (МОУ СОШ № 1). Историко-краеведческий музей создан в сентябре 2004 года. Экспозиция музея состоит из 1707 экспонатов и размещена в здании клуба «Ровесник», знакомит с археологическими памятниками, историей освоения края и жизнью коренных народов — хантов и манси.

## Религия
В Пелыме есть кирпичный храм во имя Преображения Господня.

## Здравоохранение
В Пелыме есть трёхэтажная больница со своей операционной. В данный момент больница не принимает пациентов на лечение — все поступившие направляются в Краснотурьинск.

## Спорт
В Пелыме находится физкультурно-оздоровительный комплекс, построенный в 2004 году, в котором есть футбольная, волейбольная, теннисная секция, проводятся занятия карате и занятия лыжников, в нём же находится тренажёрный зал. В Детском Центре Творчества проходят занятия танцевальной секции. Также в посёлке имеются: 1 спортивный городок, 3 футбольных (1 из них находится в ФОКе) поля и 2 баскетбольных (1 из них так же находится в ФОКе), достраивается ледовый каток и бассейн. По Фестивальной улице находится одна из двух лыжных трасс.

## Население
| 2002  | 2009  | 2010  | 2012  | 2013  | 2014  | 2015  |
| ----- | ----- | ----- | ----- | ----- | ----- | ----- |
| 3708  | ↘3549 | ↘3376 | ↘3356 | ↗3368 | ↘3288 | ↘3253 |
| 2016  | 2017  | 2018  | 2019  | 2020  | 2021  | 2023  |
| ↘3212 | ↗3225 | ↘3149 | ↘3101 | ↘3088 | ↘2866 | ↘2844 |